# Rio Bulzu (Crişul Băiţei)
O Rio Bulzu é um rio da Romênia afluente do Rio Crişul Băiţei, localizado no distrito de Bihor.